# Ro Mam
I Ro Mam o Romam sono un piccolo gruppo etnico del Vietnam, con una popolazione stimata in circa 400 individui quasi tutti stanziati nella provincia di Kon Tum e nel distretto di Sa Thay.
La religione predominante è l'animismo ma negli ultimi anni si sta diffondendo l'evangelicalismo grazie ad un gruppo di missionari. I Ro Mam parlano una propria lingua, la lingua Romam della famiglia linguistica Mon-Khmer. Un nome alternativo per questo gruppo etnico è Le-ro-nam.